# Eric Gairy
Eric Matthew Gairy, född 18 februari 1920 i Dunfermline i Saint Andrew på Grenada, död 23 augusti 1997 i Grand Anse i Saint George på Grenada, var en grenadisk politiker. Sin politiska maktställning hade Gairy byggt upp som facklig ledare. Han skaffade muskotnötsplockarna och andra arbetare betydligt bättre inkomster än tidigare och fick många medlemmar till sitt Grenada United Labour Party - GULP. 
Gairy vann val efter val men blev samtidigt alltmer auktoritär och skaffade sig egna säkerhetsstyrkor som klådde upp politiska motståndare. Eric Gairy var övertygad om att mänskligheten hotades av flygande tefat, och han missade inte en chans att inför FN:s generalförsamling inskärpa riskerna för en utomjordisk invasion.[källa behövs] Medan han befann sig på ett sådant besök i FN-högkvarteret i New York störtades Gairy 1979 i en revolution, som leddes av Maurice Bishop och dennes New Jewel Movement. År 1983 mördades Bishop och andra ledare av den grenadiska revolutionen.